# Боннанконтр
Боннанко́нтр (фр. Bonnencontre) — коммуна во Франции, находится в регионе Бургундия. Департамент коммуны — Кот-д’Ор. Входит в состав кантона Сёр. Округ коммуны — Бон.
Код INSEE коммуны — 21089.

## Население
Население коммуны на 2010 год составляло 431 человек.
| 1962 | 1968 | 1975 | 1982 | 1990 | 1999 | 2010 |
| ---- | ---- | ---- | ---- | ---- | ---- | ---- |
| 236  | 209  | 202  | 242  | 276  | 343  | 431  |

## Экономика
В 2010 году среди 268 человек трудоспособного возраста (15—64 лет) 208 были экономически активными, 60 — неактивными (показатель активности — 77,6 %, в 1999 году было 71,4 %). Из 208 активных жителей работали 196 человек (107 мужчин и 89 женщин), безработных было 12 (5 мужчин и 7 женщин). Среди 60 неактивных 20 человек были учениками или студентами, 23 — пенсионерами, 17 были неактивными по другим причинам.